# Grand Prix Francji 1975
Grand Prix Francji 1975 (oryg. Grand Prix de France) – dziewiąta runda Mistrzostw Świata Formuły 1 w sezonie 1975, która odbyła się 6 lipca 1975, po raz trzeci na torze Circuit Paul Ricard.
61. Grand Prix Francji, 25. zaliczane do Mistrzostw Świata Formuły 1.

## Klasyfikacja
| Legenda oznaczeń w tabelach wyników Wyświetl szablon na nowej stronie | Legenda oznaczeń w tabelach wyników Wyświetl szablon na nowej stronie                                                                     |
| Oznaczenie                                                            | Wyjaśnienie |
| --------------------------------------------------------------------- | --- |
| Złoty                                                                 | Zwycięzca lub mistrzostwo |
| Srebrny                                                               | 2. miejsce lub wicemistrzostwo |
| Brązowy                                                               | 3. miejsce lub II wicemistrzostwo |
| Zielony                                                               | Ukończył, punktował (w klasyfikacji generalnej, gdy zdobył co najmniej jeden punkt na przestrzeni sezonu, poza trzema powyższymi opcjami) |
| Niebieski                                                             | Ukończył, nie punktował (w klasyfikacji generalnej, gdy nie zdobył co najmniej jednego punktu na przestrzeni sezonu)                      |
| Czerwony                                                              | Nie zakwalifikował się (NZ) |
| Czerwony                                                              | Nie prekwalifikował się (NPK) |
| Różowy                                                                | Nie ukończył (NU) |
| Różowy                                                                | Niesklasyfikowany (NS) (w klasyfikacji generalnej, gdy nie został sklasyfikowany w żadnym wyścigu sezonu)                                 |
| Czarny                                                                | Zdyskwalifikowany (DK) |
| Czarny                                                                | Wykluczony (WYK/EX) |
| Biały                                                                 | Nie wystartował (NW) |
| Biały                                                                 | Kontuzjowany (K/INJ) |
| Biały                                                                 | Wyścig odwołany (OD/C) |
| Bez koloru                                                            | Został wycofany (WYC/WD) |
| Bez koloru                                                            | Nie przybył (NP/DNA) |
| Bez koloru                                                            | Nie brał udziału w treningach (NT/DNP) |
| Bez koloru                                                            | Nie został zgłoszony (–) |
| Pogrubienie                                                           | Start z pole position |
| Kursywa                                                               | Najszybsze okrążenie wyścigu |
| †                                                                     | Nie ukończył, ale jego rezultat został zaliczony ze względu na przejechanie więcej niż 90% dystansu wyścigu.                              |
| *                                                                     | Sezon w trakcie |
| 1/2/3                                                                 | Punktowana pozycja w sprincie kwalifikacyjnym                                                                                             |
| Lista systemów punktacji Formuły 1                                    | |

Źródło: F1Ultra
| Poz. | Nr. | Kierowca              | Konstruktor     | Okrążenia | Czas/powód NU | Poz. start. | Punkty |
| ---- | --- | --------------------- | --------------- | --------- | ------------- | ----------- | ------ |
| 1    | 12  | Niki Lauda            | Ferrari         | 54        | 1:40:18.84    | 1           | 9      |
| 2    | 24  | James Hunt            | Hesketh-Ford    | 54        | + 1.59        | 3           | 6      |
| 3    | 2   | Jochen Mass           | McLaren-Ford    | 54        | + 2.31        | 7           | 4      |
| 4    | 1   | Emerson Fittipaldi    | McLaren-Ford    | 54        | + 39.77       | 10          | 3      |
| 5    | 27  | Mario Andretti        | Parnelli-Ford   | 54        | + 1:02.08     | 15          | 2      |
| 6    | 4   | Patrick Depailler     | Tyrrell-Ford    | 54        | + 1:07.40     | 13          | 1      |
| 7    | 23  | Tony Brise            | Hill-Ford       | 54        | + 1:09.61     | 12          |        |
| 8    | 17  | Jean-Pierre Jarier    | Shadow-Ford     | 54        | + 1:19.78     | 4           |        |
| 9    | 3   | Jody Scheckter        | Tyrrell-Ford    | 54        | + 1:31.68     | 2           |        |
| 10   | 5   | Ronnie Peterson       | Lotus-Ford      | 54        | + 1:36.02     | 17          |        |
| 11   | 21  | Jacques Laffite       | Williams-Ford   | 54        | + 1:36.77     | 16          |        |
| 12   | 15  | Jean-Pierre Jabouille | Tyrrell-Ford    | 54        | + 1:37.13     | 21          |        |
| 13   | 18  | John Watson           | Surtees-Ford    | 53        | + 1 okrążenie | 14          |        |
| 14   | 7   | Carlos Reutemann      | Brabham-Ford    | 53        | + 1 okrążenie | 11          |        |
| 15   | 31  | Gijs van Lennep       | Ensign-Ford     | 53        | + 1 okrążenie | 22          |        |
| 16   | 22  | Alan Jones            | Hill-Ford       | 53        | + 1 okrążenie | 20          |        |
| 17   | 14  | Bob Evans             | BRM             | 52        | + 2 Okrążeń   | 25          |        |
| 18   | 10  | Lella Lombardi        | March-Ford      | 50        | + 4 Okrążeń   | 26          |        |
| NU   | 8   | Carlos Pace           | Brabham-Ford    | 26        | Przen. napędu | 5           |        |
| NU   | 6   | Jacky Ickx            | Lotus-Ford      | 17        | Hamulce       | 19          |        |
| NU   | 30  | Wilson Fittipaldi     | Fittipaldi-Ford | 14        | Silnik        | 23          |        |
| NU   | 9   | Vittorio Brambilla    | March-Ford      | 6         | Podwozie      | 8           |        |
| NU   | 11  | Clay Regazzoni        | Ferrari         | 6         | Silnik        | 9           |        |
| NU   | 28  | Mark Donohue          | Penske-Ford     | 6         | Przen. napędu | 18          |        |
| NU   | 16  | Tom Pryce             | Shadow-Ford     | 2         | Przen. napędu | 6           |        |
| NW   | 20  | François Migault      | Williams-Ford   | 0         | Nie startował | 24          |        |